# Cycas scratchleyana
Cycas scratchleyana — вид голонасінних рослин класу саговникоподібні (Cycadopsida).
Етимологія: вшанування англійського військового інженера і колоніального адміністратора сера Пітера Генрі Скрачтлі (англ. Peter Henry Scratchley, 1835–1885), спеціального уповноваженого до Нової Гвінеї у 1884–1885 роках.

## Опис
Стебла деревовиді, 4(7) м заввишки, 12–20 см діаметром у вузькому місці. Листки яскраво-зелені або темно-зелені, дуже блискучі, довжиною 170–310 см. Пилкові шишки вузько-яйцевиді або веретеновиді, від жовтого до коричневого кольору (бліді), довжиною 20–25 см, 10–13 см діаметром. Мегаспорофіли довжиною 28 см. Насіння плоске, яйцевиде, 43–55 мм завдовжки, 32–40 мм завширшки; саркотеста помаранчевого або помаранчево-коричневого кольору, не вкрита нальотом, товщиною 5–7 мм.

## Поширення, екологія
Країни поширення: Австралія (Квінсленд); Індонезія (о. Нова Гвінея); Папуа Нова Гвінея (о. Нова Гвінея). Цей вид зустрічається в більш-менш закритому мезофільному лісі у вологих рівнинних районах, на грядках. Часто поширюється на височинах (до більш ніж 900 м), як правило, на схилах або гребенях в більш-менш закритих, вологих лісах, але також поширюється на подібні ліси стабілізованих вапняних земель коралових піщаних дюн та прилеглих мисів, особливо на сході ареалу.

## Загрози та охорона
Загрози для цього виду не відомі.